# Бленвиль-сюр-Орн
Бленви́ль-сюр-Орн (фр. Blainville-sur-Orne) — коммуна во Франции, находится в регионе Нормандия, департамент Кальвадос, округ Кан, кантон Уистреам. Расположена в 8 км к северо-востоку от Кана, на левом берегу канала Кан, связывающего город с побережьем Ла-Манша.  
Население (2018) — 5 942 человека. 

## Достопримечательности
- Ворота бывшего шато Кольбер
- Церковь Святого Гербольда XVI-XVIII веков

## Экономика
На территории коммуны, между каналом Кан и левым берегом реки Орн, находится часть крупной промышленной зоны, в которой расположены промышленные производства корпорации Renault Trucks. К северу от этой зоны располагается один из крупнейших торговых портов Франции. 
Структура занятости населения:
- сельское хозяйство — 0,3 %
- промышленность — 51,8 %
- строительство — 5,7 %
- торговля, транспорт и сфера услуг — 28,4 %
- государственные и муниципальные службы — 13,8 %.

Уровень безработицы (2017) — 13,5 % (Франция в целом —  13,4 %, департамент Кальвадос — 12,5 %). 

Среднегодовой доход на 1 человека, евро (2018) — 20 900 (Франция в целом — 21 730, департамент Кальвадос — 21 490).

## Демография
Динамика численности населения, чел.

## Администрация
Пост мэра Бленвиль-сюр-Орна с 2020 года занимает Лионель Мари (Lionel Marie). На муниципальных выборах 2020 года возглавляемый им левый список победил в 1-м туре, получив 50,54 % голосов.
| Период | Период | Фамилия          | Партия                  | Примечания                          |
| ------ | ------ | ---------------- | ----------------------- | ----------------------------------- |
| 1965   | 1995   | Жак Байон        | Коммунистическая партия | учитель                             |
| 1995   | 2020   | Даниэль Франсуаз | Социалистическая партия | страховой агент                     |
| 2020   |        | Лионель Мари     | Разные левые            | бывший директор агентства занятости |

## Города-побратимы
- Бомлиц, Германия
- Сартирана-Ломеллина, Италия